# Plesiadapidae
Plesiadapidae — родина плезіадоподібних ссавців, споріднених приматам, відомих у палеоцені та еоцені Північної Америки, Європи та Азії. Плезіадапіди були поширені в пізньому палеоцені, і їхні скам'янілості часто використовують для встановлення віку викопних фаун.